# Прокіп Малий
Прокоп Малий, Прокупек (чеськ. Prokop Malý, Prokůpek) (рік народження невідомий — 30 травня 1434, Липани), діяч гуситського революційного руху, один з полководців, що очолили таборитів після смерті Яна Жижки.
Згадується в історичних джерелах у 1424 як член Оребітського братства і сподвижник священика Амброжа (близький друг Яна Жижки). З 1428 головний начальник (справец) так званих «сиріт» (одного з радикальних напрямів гуситів).
1427 року Прокоп Малий і другий гуситський гетьман Прокоп Великий, завдали під Таховом поразки армії австрійського ерцгерцога. Потім, в 1428—1430 роках, вони неодноразово вторгалися до Саксонії і Сілезії і навіть обложили Відень, правда, безуспішно.
Загинув 30 травня 1434 р. у битві проти союзу католиків та помірних гуситів під Липанами разом з іншим вождем таборитів — Прокопом Великим. Із загибеллю обох Прокопів пов'язують кінець гуситського руху.